# Валериан (Трифа)
Архиепи́скоп Валериа́н (англ. Archbishop Valerian, рум. Arhiepiscopul Valerian, в миру Вьорел Донисе Трифа, рум. Viorel Donise Trifa; 28 июня 1914, Кымпени, Трансильвания — 28 января 1987, Эшторил) — епископ Православной церкви в Америке, архиепископ Детройтский и Румынский.

## Довоенная биография
Родился 28 июня 1914 года в трансильванском городке Кымпени, в то время относившемся к Австро-Венгрии (ныне жудец Алба, Румыния). Сын школьного учителя Дионисия Трифы, племянник священника Иосифа Трифы (1888—1938), основавшего в 1920-х годах православное духовное движение «Oastea Domnului» («Войско Господне»). В 1931—1935 годах изучал богословие в Кишинёвском университете, затем философию в Бухарестском университете, в 1939 году — историю и журналистику в Берлинском университете. Издавал журналы движения «Oastea Domnului» и книги своего дяди.
Ещё студентом вступил в «Железную Гвардию», печатался в её газете «Libertatea». Участник мятежа легионеров в январе 1941 года, имевшего антиправительственную и антисемитскую направленность. В воззвании, использованном легионерами (членами «Железной Гвардии») во время мятежа, писал: «Мы требуем замены всех ожидовившихся представителей власти».
После провала мятежа бежал в Германию, где содержался в концлагерях Заксенхаузен, Бухенвальд и Дахау. В 1943 году участвовал в попытках германского руководства добиться примирения между «Железной Гвардией» и прогитлеровским режимом Антонеску. После освобождения из лагеря непродолжительное время был секретарём митрополита Виссариона (Пую) в Вене и затем в Париже, в конце войны преподавал античную историю в колледже в Италии. В 1950 году эмигрировал в США.

## Епископство в США
На проходившем в Чикаго 2—5 июля 1951 года конгрессе православных румын-эмигрантов избран викарным епископом румынского архиепископства Америки и Канады, поскольку правящий епископ Поликарп (Морушка) находился в Румынии и не мог вернуться в США. После этого румынская епархия в США прервала отношения с Румынской православной церковью, находившейся под влиянием коммунистического правительства Румынии.
27 апреля 1952 года пострижен в монашество с именем Валериан и хиротонисан во епископа. Хиротонию возглавил митрополит Иоанн (Теодорович), предстоятель неканонической Украинской Православной митрополии в Северной Америке в сослужении с двумя епископами.
После смерти епископа Поликарпа в 26 октября 1958 года (который оставался номинальным главой епархии) Валериан стал правящим епископом.
В марте 1960 года Румынское епископство (Romanian Orthodox Episcopate of America) было принято в состав Северо-Американской Митрополии в качестве национальной епархии, сохранив свою автономию, румынский язык в литургии и национальные традиции, стал именоваться епископом Детройтским и Мичиганским. 3 апреля 1960 года перерукоположен во епископа с титулом «Детройтский и Мичиганский».
7 марта 1970 возведён в сан архиепископа.
Валериан расположил свою резиденцию в Грасс-Лэйке (пригород Джэксона, штат Мичиган), отреставрировал стоявшие там здания и создал духовный и культурный центр для православных румын Vatra Românească (Румынский дом). Рукоположил множество священников для 50 приходов епархии, освящал новопостроенные церкви, поддерживал канонические связи с другими Церквами на американском континенте. Продолжали выходить газеты «Solia» и другие церковные издания на румынском и других языках. Статьи епископа Валериана печатались в этих изданиях.

## Выезд из США
Сбор улик, изобличавших Трифу в совершенных в довоенный период преступлениях, начался ещё в 1957 году. В 1975 году Министерство юстиции США возбудило против него дело, обвинив в том, что при въезде в США Трифа скрыл своё членство в «Железной Гвардии». В ноябре 1976 года архиепископ был исключен из состава Национального совета церквей США. Несмотря на предъявленные доказательства, он отрицал свою причастность к погромам во время мятежа легионеров 1941 года, однако сознался в обмане иммиграционных властей. Была также обнаружена почтовая открытка, адресованная рейхсфюреру Генриху Гиммлеру и подписанная «Вьорел Трифа»; сам Трифа отрицал, что когда-либо писал её, однако благодаря современной (на тот момент) технике на ней был выявлен отпечаток его пальца. После различных скандальных событий в 1980 году Трифа отказался от американского гражданства и в 1982 году выехал из США в Португалию, поскольку в противном случае его могла ожидать депортация. Здесь осенью 1984 года он также был объявлен нежелательной персоной, ему был предоставлен трёхмесячный срок для выезда из страны, однако он сумел опротестовать это решение в верховном административном суде и  значительно увеличить время перед депортацией.
Так, в ожидании депортации, архиепископ Валериан скончался 28 января 1987 года в городе Эшторил (Португалия) в результате сердечного приступа. Похоронен на кладбище созданного им румынского духовного центра в Грасс-Лейке (Мичиган, США).